# San Francisco recibiendo los estigmas (Rubens)
San Francisco de Asís recibiendo los estigmas es una pintura de Pedro Pablo Rubens de 1633. Tiene un tamaño de 265,5 x 193 centímetros, ejecutada al óleo sobre lienzo y pertenece a la colección del Museo de Bellas Artes de Gante, número de inventario S-9.

## Presentación
La pintura muestra a San Francisco de Asís (ca. 1182-1226) recibiendo los estigmas. La historia de su estigmatización fue muy popular. Dos años antes de su muerte, en 1224, Francisco tuvo una visión en el monte La Verna, cerca de Arezzo; se le apareció Cristo crucificado, como un serafín de seis alas. Allí Francisco recibió las cinco llagas de Cristo, que seguiría luciendo hasta su muerte. Esta historia se ha representado a menudo en el arte occidental. El tema fue muy popular entre los devotos de Francisco porque encaja bien con la espiritualidad franciscana que se centra en la imitación de Cristo.
En un claro del bosque, San Francisco aparece de frente, arrodillado con los brazos abiertos en un suelo rocoso, mirando sorprendido a su derecha, donde se le aparece Cristo crucificado con alas de serafín, representado audazmente en primer plano, arriba de perfil; los luminosos rayos del resplandor que lo rodea alcanzan al santo, que así recibe los estigmas. En la parte inferior izquierda el hermano León mira hacia arriba con asombro.
En la parte inferior derecha, también muy escorzados, se aprecian, apoyados en un tocón delante del santo, una calavera y un libro de oraciones abierto. Estos se refieren al estilo de vida de meditación y desapego que Francisco había elegido. Los tonos grises suaves de la pintura son típicos de la obra tardía de Rubens.

## Historia
La pintura proviene de la iglesia de los Franciscanos (Frailes Menores) en Gante; perteneció a un encargo a Rubens de tres pinturas para esta iglesia, junto con el Éxtasis de Santa María Magdalena de aproximadamente el mismo tamaño (ahora en el Palais des Beaux-Arts de Lille) y el, mucho más grande, La Virgen y San Francisco protegiendo el Mundo de la ira de Cristo  (ahora en los Museos Reales de Bellas Artes de Bélgica de Bruselas). Existe un desacuerdo sobre la datación: se han sugerido tanto 'alrededor de 1630' como '1615-1620'.
En 1797, la pintura fue transferida a la iglesia de San Pedro en Gante, que luego recibió un nuevo propósito como "Museo Nacional" (abierto al público en 1802).
Frans Pilsen, Philippe Lambert Joseph Spruyt y Willem Pietersz. Buytewech produjeron grabados de esta pintura.